# Овечьи Воды (Липецкая область)
Ове́чьи Во́ды — деревня Веселовского сельского поселения Долгоруковского района Липецкой области.

## География
Деревня Овечьи Воды находится в северо-западной окраине Долгоруковского района, в 25 км к северо-западу от села Долгоруково.

## История
Овечьи Воды известны с XIX века. Впервые упоминаются в «Списках населённых мест» Орловской губернии 1866 года как «деревня казенная Овечьи Воды (Костромитино), при реке Сосне, 10 дворов, 93 жителя. Название неясно.
Отмечается в переписи населения СССР 1926 года — 34 двора, 184 жителя. В 1932 году — 219 жителей.
До 20-х годов XX века Овечьи Воды в составе Ливенского уезда Орловской губернии. С 1928 года в составе Долгоруковского района Елецкого округа Центрально-Чернозёмной области. После разделения ЦЧО в 1934 году Долгоруковский район вошёл в состав Воронежской, в 1935 — Курской, а в 1939 году — Орловской области. С 6 января 1954 года в составе Долгоруковского района Липецкой области.

## Население
| 2010 |
| ---- |
| 0    |

## Транспорт
Грунтовыми дорогами Овечьи Воды связаны с селом Новотроицкое и деревней Лутовка.